# Partido judicial de Utrera
El partido judicial de Utrera es uno de los 85 partidos judiciales en los que se divide la comunidad autónoma de Andalucía y creado por Real Decreto en 1983, como número nueve de los quince en que se divide la provincia de Sevilla, en España.

## Ámbito geográfico
| Partido Judicial | Capital de partido | Municipios que comprende                                                          |
| ---------------- | ------------------ | --------------------------------------------------------------------------------- |
| 9                | Utrera             | El Coronil, Los Molares, Los Palacios y Villafranca, El Palmar de Troya y Utrera. |